# Roma Porta San Paolo (estación)
La estación de Roma Porta San Paolo es la terminal norte de la línea Roma-Lido del servicio ferroviario suburbano de Roma. Operada por ATAC S.p.A., fue inaugurada en 1924 y el ingreso está ubicado en Piazzale Ostiense, a las afueras de Porta San Paolo, en el distrito de Ostiense del municipio italiano de Roma, en la región del Lacio, en cercanías de la Pirámide Cestia.
Está conectada con el metro en la estación Piramide de línea B (a través de un pasaje exterior) y con la estación de Roma Ostiense de Ferrovie dello Stato (FS). También funciona allí la parada de autobús de las líneas ATAC y la parada del tranvía de la línea 3.
La estación alberga el museo ferroviario de Porta San Paolo.

## Historia
La construcción comenzó el 10 de diciembre de 1918, cuando Vittorio Emanuele II colocó la piedra fundamental. En la inauguración, el 10 de agosto de 1924, partió desde la estación el primer tren de la línea Roma-Lido (una formación guiada por una locomotora a vapor), con la presencia del entonces primer ministro italiano Benito Mussolini.
El 21 de abril de 1925 se implementó el servicio de tracción eléctrica tanto en Roma Porta San Paolo como en toda la traza existente de Roma-Lido, que incluyó la reconversión a una vía doble.
En 2014 se realizaron los trabajos de renovación de la histórica boletería de la estación.